# Holly Springs (Géorgie)
Holly Springs est une ville située dans le comté de Cherokee dans l'État de Géorgie aux États-Unis. La population s'élevait à 9 189 habitants lors du recensement de 2010.

## Démographie
| 1910 | 1920 | 1930 | 1940 | 1950 | 1960 |
| ---- | ---- | ---- | ---- | ---- | ---- |
| 251  | 216  | 273  | 256  | 386  | 475  |

| 1970 | 1980 | 1990  | 2000  | 2010  | - |
| ---- | ---- | ----- | ----- | ----- | - |
| 575  | 687  | 2 406 | 3 195 | 9 189 | - |